# Mouvement technocratique

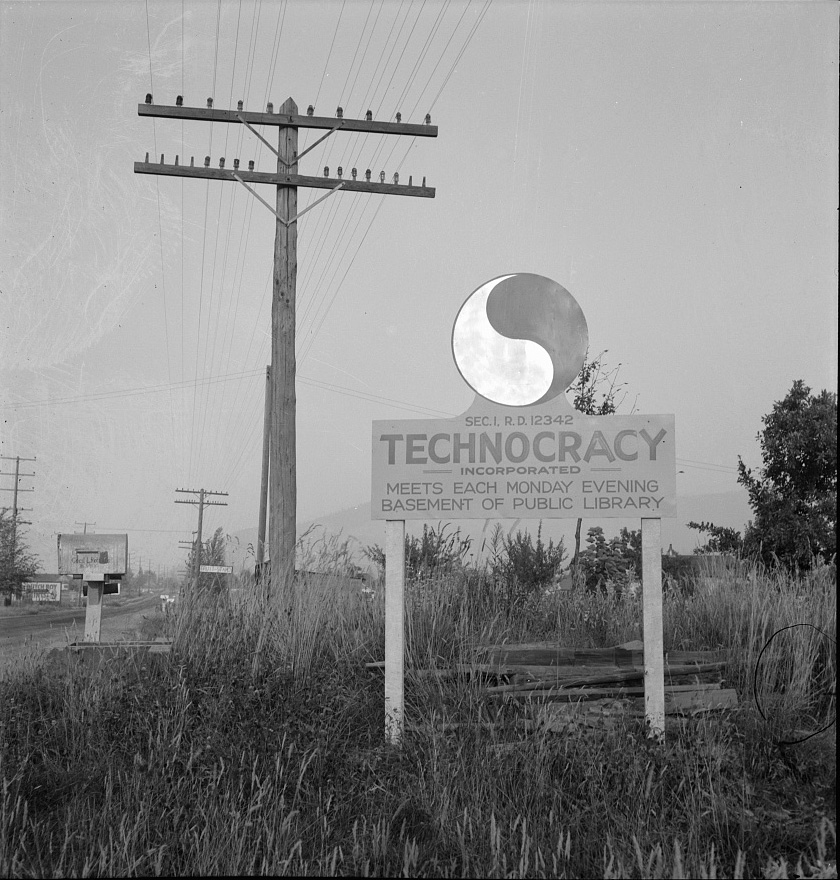
Pancarte de Technocracy Inc., figure de proue du Mouvement technocratique dans les années 1930.

Le mouvement technocratique est un mouvement social promouvant un ordre social technocratique, qui a connu une certaine importance et notoriété dans les années 1930 aux États-Unis et au Canada, au plus fort de la Grande Dépression. Trouvant ses racines dans les œuvres de Thorstein Veblen et de Edward Bellamy, ce mouvement a principalement été porté par un personnage controversé, Howard Scott, qui créa successivement la Technical Alliance en 1920, l'Energy Survey of North America en 1932 et Technocracy Inc. en 1933.
Ce mouvement analyse la Grande Dépression comme étant le constat d'échec du « système prix », qui fixe arbitrairement une valeur aux biens et services en fonction de l'offre et de la demande, incitant à une accumulation et une inégalité de répartition des richesses, qui sont parmi les facteurs à l'origine de la crise. Le système politique, de tout bord, considéré comme corrompu et inefficace pour créer et distribuer les richesses est fortement critiqué. En réponse à ce constat, ce mouvement propose un ordre social autarcique, où les richesses produites, évaluées et échangées en unités d'énergie, seraient partagées de manière égale entre tous les citoyens. Le système industriel et social est dirigé par des experts techniques, selon des méthodes scientifiques, dont le seul objectif serait de maximiser la production des richesses, pour créer une « économie de l'abondance ».
Après avoir connu une grande notoriété en 1932, le mouvement technocratique se scinde en deux organisations Technocracy Inc. et Continental Committee for Technocracy. Le CCT connait un certain succès, comptant jusqu'à 25 000 adhérents, jusqu'en 1936 où il disparait complètement faute de capacité organisationnelle de ses deux dirigeants. Technocracy Inc. réussit à mieux s'organiser et progresse jusqu'au début des années 1940, comptant probablement jusqu'à 20 000 adhérents, avec au total environ 40 000 personnes ayant adhéré au mouvement à un moment ou à un autre. Après cette date, le mouvement décline irrésistiblement, mais subsiste toujours de nos jours.
Cependant, les idées du mouvement technocratique ont eu une certaine influence dans la société américaine, et on retrouve un certain nombre de composantes technocratiques dans la politique du New Deal menée par Roosevelt de 1933 à 1938, et des influences contemporaines dans des organisations comme The Venus Project.

## Origine et histoire du mouvement

### Précurseurs
L'idéologie du mouvement technocratique prend ses racines dans les profonds changements ayant eu lieu dans les premières décennies du XXe siècle, provoqués par une industrialisation et une éducation croissantes, ainsi que la Première Guerre mondiale. L'industrialisation a montré qu'une certaine forme de centralisation et de gestion rationnelle des processus de production pouvait augmenter la productivité et produire davantage de richesses, tandis que la mobilisation générale pour la Première Guerre mondiale montrait qu'une gestion des moyens de productions apolitique, centralisée et guidée par les experts pouvait amener une grande efficacité.
Ceci a amené les milieux progressistes du début du XXe siècle à s'intéresser à ce mode de gestion, et des ingénieurs ont commencé à réfléchir à l'économie et l'organisation de la société. Dans les années 1916-1920, aux États-Unis, Morris Llewellyn Cooke (en) et Henry Laurence Gantt étaient à la tête d'un mouvement américain progressiste des ingénieurs, et au Royaume-Uni, Clifford Hugh Douglas développait une doctrine économique fondée sur une ingénierie des problèmes socio-économiques.

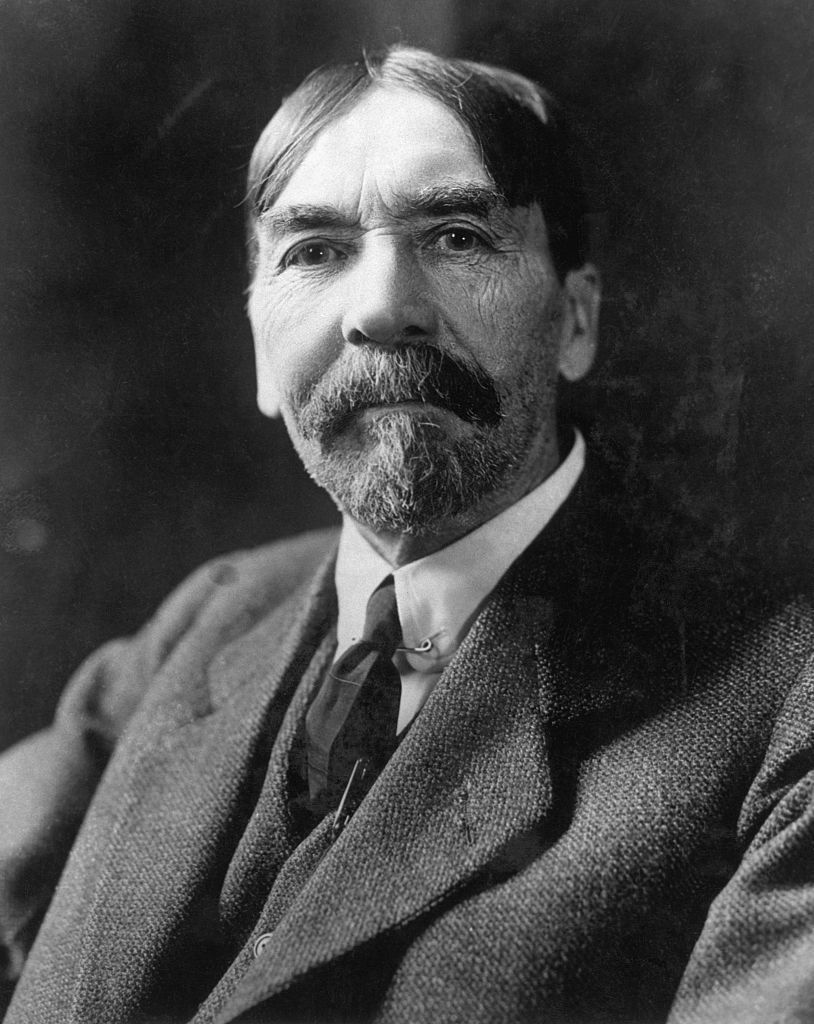
Thorstein Veblen (1857-1929).

Ce mouvement de pensée s'est particulièrement incarné dans l’œuvre de l'économiste Thorstein Veblen, et notamment dans son ouvrage clé, publié en 1921, The Engineers and the Price System. Dans cet ouvrage, Veblen honore la rigueur et la rationalité des ingénieurs et des experts, en opposition aux financiers et hommes d'affaires, considérés comme corrompus, uniquement orientés vers la maximisation des profits, au détriment de l'efficacité de production et de la bonne marche de l'entreprise et de la société à long terme. D'après Veblen, les hommes d'affaires doivent donc être dessaisis du contrôle de l'industrie, au profit des ingénieurs et des experts.
En écho à la Révolution russe qui avait lieu à la même époque, Veblen propose une véritable révolution des ingénieurs, allant jusqu'à évoquer un « soviet des ingénieurs », et propose un plan d'action : les ingénieurs doivent d'abord s'organiser pour l'action et la recherche, et mener une étude complète des processus de production et de distribution, et étudier les moyens de les améliorer. Ensuite, les techniciens doivent mener une campagne de publicité extensive pour sensibiliser l'opinion à la nécessité d'un changement radical, et obtenir le soutien de la majorité des forces de production industrielle.

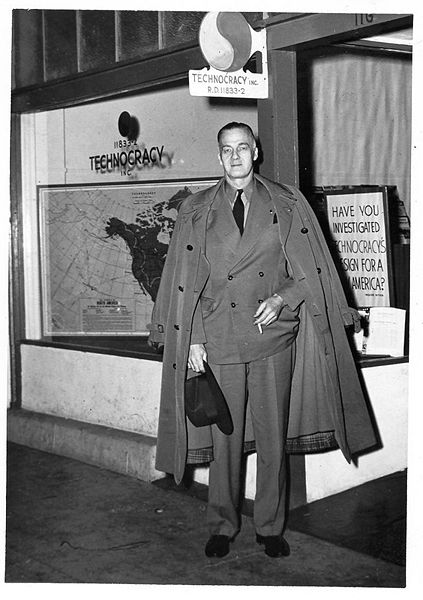
Howard Scott dans les années 1940.

Veblen, à la recherche de possibilités pratiques pour provoquer la révolution des ingénieurs, contribue à fonder en 1919 la New School for Social Research à New York et y donne des cours. Il y rencontre alors Howard Scott, qui allait devenir le chef de file du mouvement technocratique. Scott avait pour sa part lancé un groupe de discussion informel à la New School. Son but était alors de rassembler un ensemble de techniciens, une "Alliance Technique" (Technical Alliance), pour lancer une vaste étude sur l'industrie nord-américaine.
Peu de choses sont connues sur la vie et la formation d'Howard Scott avant cette date. Il prétend avoir été formé en Europe et posséder une grande expérience en ingénierie industrielle. On sait qu'il a travaillé sur un certain nombre de chantiers de construction, et comme contremaître dans une cimenterie à Muscle Shoals en 1918. En 1919, il s'établit à Greenwich Village et y fonde un cabinet de conseil en ingénierie, vendant des études et statistiques de production industrielles.
Le projet d'Howard Scott de conduire une étude de l'industrie nord-américaine recoupe à la perfection le plan de Veblen. Cette rencontre génère un élan, et attire suffisamment d'intérêt de scientifiques de renom pour que Scott fonde officiellement, en 1920 le groupement de scientifiques et d'ingénieurs, la Technical Alliance.

### Technical Alliance(1920)
Les objectifs de l'organisation, détaillés dans ses statuts, sont les suivants.
1. Mettre en évidence les gaspillages et les pertes du système industriel.
2. Estimer l'effort brut humain et matériel nécessaire pour assurer un confort minimal à tous les membres de la société.
3. Montrer sous forme de graphiques le fonctionnement du système industriel.
4. Proposer un fonctionnement complètement coopératif de la production industrielle et sa distribution.

L'organisation comprend alors, probablement en tout et pour tout, une vingtaine de scientifiques, parmi lesquels Thorstein Veblen, Charles Proteus Steinmetz, Frederick Ackerman, futur architecte des First Houses à New York, Richard C. Tolman et Stuart Chase.
Pour financer la structure, l'Alliance Technique produit des rapports pour un certain nombre de clients : une étude sur les transports pour le syndicat Brotherhood of Railroad Signalmen (en) et une autre pour les Industrial Workers of the World (I.W.W.). Un des efforts les plus importants est une étude sur les inefficacités industrielles effectué par Stuart Chase, qui constituera la base de son futur ouvrage The Tragedy of Waste en 1925.
C'est de cette époque que datent également les premiers écrits publics d'Howard Scott, concernant ses théories et idées concernant la réforme de la société. Scott publie en 1920, dans le bulletin des I.W.W. One Big Union Monthly, une série d'articles sur l'inefficacité des politiques, et des luttes sociales sous leur forme traditionnelle qui, selon lui, ne remettent pas en cause le « système prix » et n'accordent pas assez d'importance aux perspectives ouvertes par une gestion de l'industrie rationnelle, centralisée et optimisée.
L'idée remplacer les mécanismes monétaires par une évaluation des biens et services par un bilan énergétique commence également à émerger à cette période, dans une interview de Scott présentant la Technical Alliance donnée au journal New York World en février 1921.
L'Alliance Technique finit par se dissoudre au terme d'un an de travaux, au printemps 1921. Des difficultés financières, la santé déclinante de Veblen et Steinmetz, et surtout des dissensions internes entre Scott et les autres membres de l'Alliance semblent être à l'origine de cette courte existence. Scott provoquait des impressions contradictoires et contrastées chez les membres du groupe, apprécié et admiré par les uns, provoquant la méfiance des autres, et « restait une énigme » pour beaucoup.
Pendant les années 1920, Scott poursuit ses activités de conseil en ingénierie et lance une affaire de cire à plancher. Il développe ses idées et théories et devient connu dans Greenwich Village, donnant des conférences, et « expliquant à tous ceux qui voulaient bien l'écouter » que le « système prix » allait bientôt s'effondrer et devait être remplacé par un système de distribution fondé sur des valeurs estimées en termes d'énergie, et que seuls les techniciens avaient l'expertise nécessaire pour diriger un tel système.

### Energy Survey of North Americaet fureur médiatique (1932-1933)
Fin 1931, Howard Scott réussit de nouveau à mobiliser autour de lui une poignée de scientifiques, dans l'idée de ressusciter la Technical Alliance. Marion King Hubbert, Frederick Ackerman qui avait déjà participé à la Technical Alliance, Leon Henderson (en), et Dal Hitchcock, un ingénieur, constituent ce noyau.
Début 1932, a lieu une rencontre déterminante entre Scott et Walter Rautenstrauch, président du Département d'Ingénierie Industrielle de l'université Columbia. Celui-ci est très impressionné par Scott et les premiers travaux de ce nouveau petit groupe, qu'il qualifie « des plus avancés qu'il lui a été donné de voir » sur l'évaluation de l'industrie. Rautenstrauch était déjà l'avocat des théories de Frederick Winslow Taylor sur l'organisation scientifique du travail, et pensait que les ingénieurs avaient également un rôle à jouer dans la direction de la société. Il trouve en Scott un ingénieur industriel enthousiaste, prêt à développer ces idées, et décide de le sponsoriser.
En avril 1932, Rautenstrauch obtient l'autorisation de l'université Columbia de lancer une étude : l'Energy Survey of North America et nomme Scott directeur de cette étude. Le groupe s'installe dans les locaux de l'université, et Ackerman apporte le renfort d'une vingtaine de dessinateurs industriel au chômage. Le but de l'Energy Survey est d'évaluer et de représenter le développement industriel des États-Unis durant le siècle précédent, non en termes monétaires comme cela était l'usage, mais en termes d'énergie : en année-homme par unité de production, en cheval vapeur, etc.

#### Médiatisation
En juin 1932, le New York Times publie un reportage sur un discours tenu par Howard Scott à l'American Statistical Association rapportant les premiers résultat de l'étude : selon ces résultats, les calculs montrent que seulement 660 heures de travail sont nécessaires par an et par travailleur, en supposant un plein emploi, pour fournir un niveau de production et de revenu supérieur à celui existant, dans un système rationalisé et géré non en terme financier, mais en vue de maximiser le rendement énergétique.

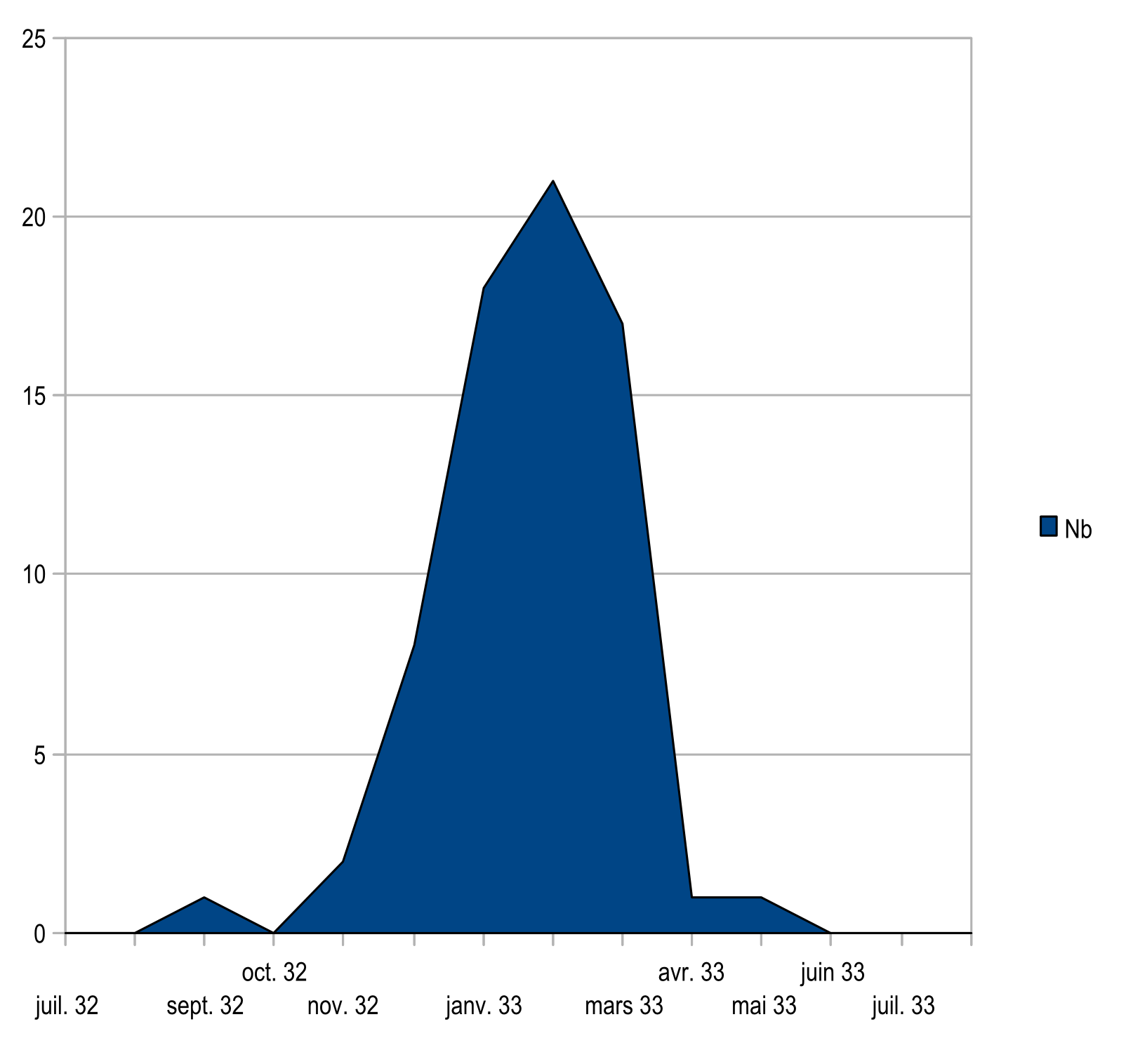
Nombre d'articles parus sur la Technocratie dans les périodiques, sur la période 1932-1933, d'après David Adair.

Ces affirmations, promettant le plein emploi et l'abondance au moment où la Grande Dépression avait ses conséquences sociales les plus cruelles, font sensation et éveillent l'intérêt : le New York Times reçoit des centaines de lettres en provenance de chercheurs, d'universités, et d'organismes sociaux demandant de plus amples renseignements. En août, une interview d'Howard Scott au Herald Tribune lui donne une audience nationale et internationale. Howard Scott commence à être invité par des industriels, des financiers et des intellectuels. Des spéculations à propos d'un nouvel et mystérieux système social et politique, appelé "Technocratie", préconisé par ce petit groupe de chercheurs commencent à circuler. Les circonstances et le moment précis où le terme Technocratie commence à être employé pour désigner l'ensemble des idées sous-tendant l'étude n'est pas clair. Ce terme existait probablement depuis 1919, forgé dans un autre contexte par l'ingénieur William H. Smyth, et a commencé à être abondamment utilisé en 1932.
En novembre, une série d'articles intitulés "What is Technocracy ?" dans The New Outlook, le magazine du célèbre homme politique Al Smith, constitués sur la base d'interviews d'Howard Scott, popularise les idées technocratiques. Fin 1932, la Technocratie est à la une de tous les journaux. Le summum est atteint en janvier 1933 : sur ce mois seul, le New York Times publie pas moins de 60 articles à propos de la Technocratie, et 41 magazines publient au moins un article sur la Technocratie. De nombreux livres, plus ou moins bien informés, sont écrits sur la Technocratie et se vendent à des dizaines de milliers d'exemplaires en quelques semaines.
F.L. Allen, un historien des années 1920-1930 se rappelle : « Et soudain, en décembre 1932, la Technocratie était partout : dans les journaux, dans les magazines, dans les sermons, dans les sketches à la radio, dans les conversations de comptoir. Un Scott stupéfait, qui auparavant jubilait dès que quelques lignes étaient publiées sur la Technocratie, était maintenant poursuivi par les journalistes, suspendus à ses moindres paroles. » La Technocratie semble alors cristalliser tous les espoirs et toutes les peurs de la Grande Dépression.

#### Création duContinental Committee on Technocracy
Pourtant, fin 1932, presque aucune publication n'avait encore été faite par l'Energy Survey elle-même. Pour répondre à la demande publique et contrer les publications anarchiques à propos de la Technocratie, une entité chargée de gérer les contacts du groupe de Columbia avec le monde extérieur se forme sous l'impulsion d'Ackerman et Hitchcock : le Continental Committee on Technocracy (CCT). Deux livres sont publiés en janvier 1933 par le Committee : une Introduction to Technocracy écrite par Ackerman, et un ABC of Technocracy de "Franck Arkwright" (probablement Frederick Ackerman également) présentant la Technocratie de manière accessible.
Le CCT regroupe alors quelques membres du Survey (Ackerman et Hitchcock), et un certain nombre d'intellectuels sympathisants du mouvement. Harold Loeb (en) et Felix Frazier, qui allaient jouer un grand rôle dans le futur du CCT, rejoignent le Committee quelques mois après sa création>.
Le but principal du CCT était les relations publiques, mais se considérait aussi comme le bras politique éventuel de la Technocratie. Scott n'avait pas le contrôle de cette organisation, et était souvent irrité par les contraintes de communication imposées par le Commitee, ainsi que par les prises de position de ses membres. Les frictions entre Scott et le Commitee allèrent en s'aggravant.

#### Polémiques
Après un premier accueil dans les médias plutôt positif ou neutre, les recherches de l'Energy Survey se voulant scientifiques et étant parrainées par la prestigieuse Columbia University, les articles critiques se font de plus en plus nombreux à mesure que la théorie technocratique se précise. Des voix s'élèvent dans le milieu scientifique et industriel pour dénoncer les approximations et les erreurs dans les affirmations technocratiques : Karl Compton alors président du M.I.T. dénonce en décembre 1932 un discours « fallacieux et erroné ». Norman Thomas, candidat socialiste à l'élection présidentielle américaine de 1932, qualifie la Technocratie d'« inadéquate, bien que très instructive ». En janvier 1933, une résolution de l'American Engineering Council accuse les Technocrates de capitaliser sur « les peurs, la misère et les incertitudes engendrées par la Grande Dépression ». De plus en plus d'observateurs s'interrogent sur les buts politiques de ce groupe : le lien avec le « Soviet des ingénieurs » de Veblen, les propos anti-politiques de Scott et les connotations du terme "Technocratie" font craindre une « dictature des ingénieurs ».
Dans le même temps, la personnalité d'Howard Scott devient sujet d'attention et de polémique. En décembre 1932, le Herald Tribune publie un article d'investigation qui démontre que, contrairement à ce qu'il avait affirmé à Rautenstrauch et aux médias, Scott ne possédait aucune formation ni diplôme universitaire ou académique. Il révèle également que Scott a été licencié après quelques mois de son poste de contremaître à Muscle Shoals pour incompétence et malveillance.

### Conférence de L’Hôtel Pierre, effondrement et scission du mouvement (1933)

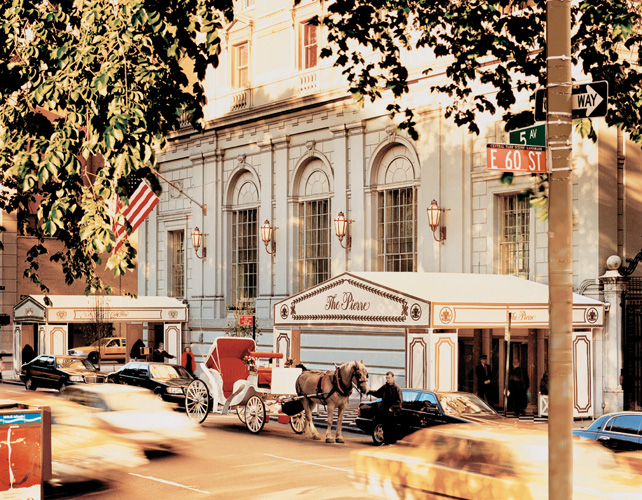
Hôtel Pierre à New York.

Pour essayer de faire face aux polémiques et aux interrogations, et clarifier les positions et idées technocratiques, le CCT organise le 13 janvier 1933 une conférence radiodiffusée d'Howard Scott, à l'Hôtel Pierre à New-York, face à une audience constituée de quatre cents économistes, industriels, banquiers et artistes. Cette conférence est relayée par les réseaux radio majeurs couvrant l'ensemble des États-Unis, un dispositif unique pour l'époque.
Selon tous les témoins, la conférence fut un désastre. Scott délaisse le discours préparé par le CCT, et part en improvisation et diatribe : il tient des propos décousus, cherche ses mots, ne termine pas ses phrases, saute sans transition de prévisions économiques apocalyptiques en réponses acerbes et arrogantes aux critiques,. Scott pour sa part explique que, ce jour-là, il était malade, avait pris des médicaments et n'aurait pas dû accepter de faire le discours.
Cette prestation, alliée aux révélations sur le passé de Scott, provoque l'effondrement du mouvement et de sa médiatisation. En quelques mois, la Technocratie disparait presque complètement des écrans radars des médias, qui ne relatent plus guère que les soubresauts du mouvement, ou le tournent en ridicule. Le 23 janvier, le mouvement se sépare officiellement : Rautenstrauch, Jones, Ackerman et Henderson, ainsi que le CCT, se dissocient d'Howard Scott, se disant « profondément en désaccord avec certains propos et attitudes d'Howard Scott ». L'Energy Survey n'a plus l'autorisation de poursuivre ses recherches à la Columbia University, qui se dissocie officiellement de la Technocratie. Hubbert et Hitchcock restent pour leur part fidèles à Howard Scott.

#### Naissance spontanée d'organisations technocratiques
Malgré le fiasco de la conférence de l'Hôtel Pierre et le déclin important de l'audience médiatique de la Technocratie, les idées technocratiques ont frappé un grand nombre d'esprits et provoqué des initiatives spontanées d'organisation et de promotion de ces idées pendant les années 1933 et 1934. Ces tentatives ont particulièrement pris racine sur la côte ouest des États-Unis et en Californie du sud.

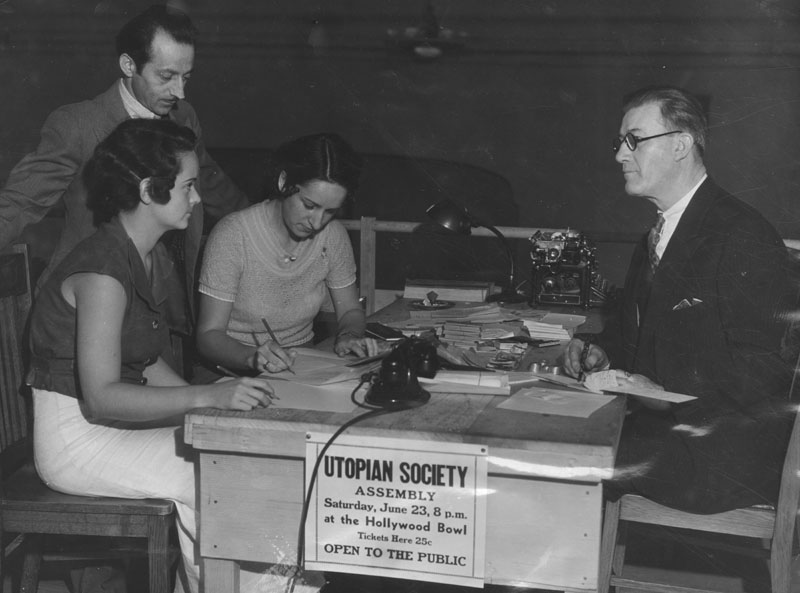
Adhésions à l'Utopian Society en 1934.

Le Mouvement Technocratique trouve alors un relais dans des organisations telles que Utopian Society qui comptera jusqu'à 500 000 membres en 1934, l'EPIC (End Poverty In California), ou le Townsend Plan. En mars 1933, un American Council of Technocracy est fondé à Los Angeles pour tenter de fédérer ces différentes organisations au niveau national, mais périclite en 1934 par manque de capacité organisationnelle.
D'autres organisations technocratiques notables naissent à la même période aux États-Unis, ainsi qu'au Canada. À Denver (Colorado) nait début 1933 l'American Technocratic League, dirigé par Franklin P. Wood, s'inspirant des idées technocratiques en ce qui concerne la direction scientifique de la société par des experts techniques et économiques, et le partage équitable des ressources, mais insistant plus sur le contrôle démocratique et sur la notion de « démocratie industrielle », en faisant un mouvement d'obédience presque socialiste.
À Chicago (Illinois) se développe à la même période le Technocratic Party, très inspiré par les idées d'Howard Scott et admirateur de celui-ci et l'All America Technological Society (AATS), lié à l'I.W.W et dans la lignée des idées de Veblen. Cette organisation très ambitieuse voulait se construire à l'image de l'organisation de la future société technocratique pour en former un embryon se développant jusqu'à absorber la société tout entière.
La stratégie d'établissement d'un état technocratique était un des points majeur de divergence entre les différentes organisations technocratiques, et spécialement entre les deux mouvances du mouvement originel initié par Howard Scott, Technocracy Inc. et le CCT.

#### Bipolarisation: leContinental Committee for TechnocracyetTechnocracy Inc.
Pendant ce temps, sur la côte est, le mouvement originel initié par Howard Scott se réorganise après la rupture du groupe de Columbia en janvier 1933. En mars 1933, Howard Scott fonde "Technocracy Inc." pour tenter de fédérer et de réorganiser le mouvement technocratique. L'année 1933 est difficile pour Howard Scott : malgré des tournées de conférences dans le Midwest et la publication d'un Statement for Technocracy clarifiant les positions de Scott, l'organisation reste confidentielle, n'arrivant pas à dépasser une trentaine de membres. Le début de développement de Technocracy Inc. ne commencera pas avant la grande tournée de 1934.
Le CCT, qui avait déjà une certaine indépendance par rapport à Howard Scott s'émancipe complètement sous la houlette d'Harold Loeb et connait un développement rapide. Les premiers efforts visent à rassembler les organisations technocratique ayant fleuri sur le territoire. Dès juin 1933, l'American Council of Technocracy de Los Angeles s'allie avec le CCT, ainsi que l'American Technocratic League de Denver et d'autres organisations.
Fin juin 1933, pour tenter de rapprocher les organisations technocratiques, une convention est organisée par le CCT et l'AATS à Chicago, à laquelle sont également conviées une vingtaine d'organisations technocratiques, y compris Technocracy Inc.. Howard Scott parvient à prendre le contrôle d'une partie de l'organisation de la convention et à présenter Technocracy Inc. comme un des trois sponsors officiels de la convention. Cette convention aura un impact important sur l'évolution du mouvement technocratique ainsi que sur son image publique.
Le déroulement précis de la convention est peu connu, mais l'événement principal est rapporté, peut-être de manière exagérée, dans un article du Time Magazine, titré Des baïonnettes pour les Technocrates (Bayonets for Technocrats). Howard Scott aurait répondu en substance à la question de savoir comment amener la société tout entière à adhérer à un fonctionnement technocratique (condition nécessaire à la cohérence du système) : « par la force des baïonnettes », ce qu'il niera ensuite farouchement.
Exacte ou non, cette déclaration provoque l'éclatement de la convention, l'AATS se démarquant nettement d'Howard Scott, et détermine la scission du mouvement technocratique en deux factions principales : les partisans d'une prise de contrôle de la société en plaçant des technocrates à des postes clé, attendant patiemment l'effondrement du "système prix" pour prendre le pouvoir s'orientent vers Technocracy Inc.. Les autres, les utopistes, les anarchistes et les diverses sensibilités de gauche rejoignent le CCT. En fin de compte, cette convention aura pour effet de bipolariser les groupes technocratiques jusque-là disparates et conflictuels en deux factions se définissant par opposition à l'autre, le CCT et Technocracy Inc..

### Développement deTechnocracy Inc.(1934-1938)

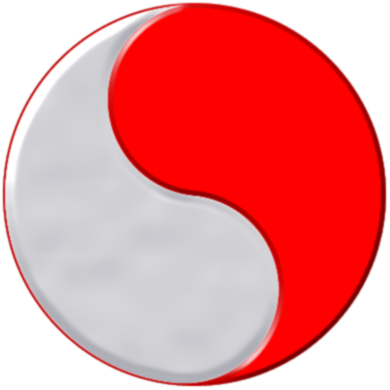
Symbole officiel de Technocracy Inc.
La monade symbolise l'équilibre dynamique.

Bien que Technocracy Inc. ait été fondé en 1933, le développement de cette organisation semble être resté au point mort pendant toute cette année. En février 1934, Howard Scott, aidé par une secrétaire, Helen Hockett, et un journaliste de la côte ouest Franck McNaughton, entreprend une tournée de conférences, de New York à Los Angeles, avec un certain succès culminant avec une audience de cinq mille personnes à Los Angeles. À la fin de cette tournée, six sections locales de Technocracy Inc. sont fondées et en mai 1935 on compte une création de section locale par mois, menant au total une cinquantaine de sections dont une vingtaine dans la seule région de Los Angeles, pour un total d'environ cinq mille adhérents à l'organisation fin 1935. Chaque section a pour objectif de former ses adhérents à la théorie et à l'idéologie technocratique, ainsi qu'à diverses disciplines scientifiques, et assurer également la diffusion et la promotion des idées technocratiques.
Le développement de l'organisation se fonde sur une posture messianique de Scott, prédisant un effondrement imminent du "système prix", et en développant une imagerie très forte autour de la "Monade", symbole du mouvement, inspiré du symbole chinois du yin-yang signifiant pour l'organisation l'unité, l'équilibre, la croissance et un fonctionnement dynamique sécurisant les processus vitaux.

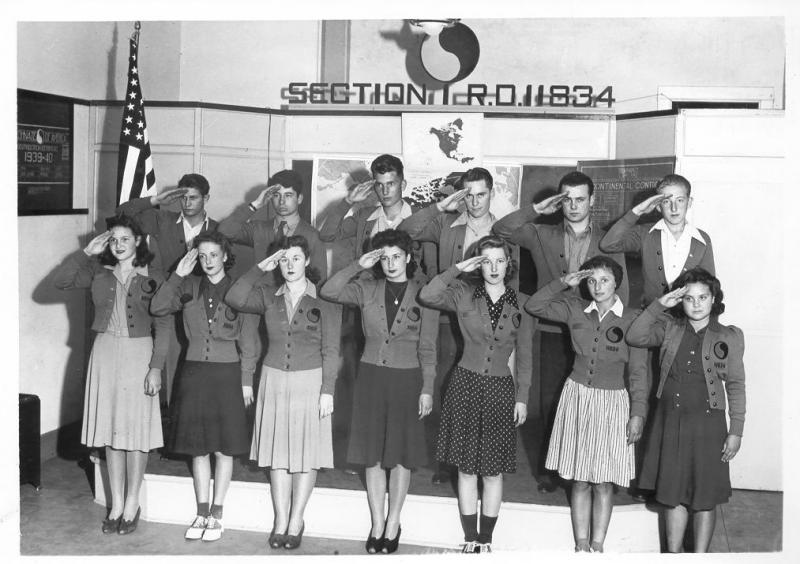
Section de Technocracy Inc. en 1942.

L'organisation se développe régulièrement, atteignant un maximum vers l'année 1938 où une nouvelle récession aux États-Unis, des banqueroutes au Canada et les prémisses de guerre en Europe semblent donner raison aux prophéties d'Howard Scott. L'organisation se développe notablement au Canada, et un certain nombre de magazines sont régulièrement publiés : The Technocrat, dirigé par Franck McNaughton à Los Angeles, Technocracy Digest à Vancouver, The Northen Technocrat à Edmonton, The Foothills Technocrat à Calgary et Streamline Age à Phoenix (Arizona). À la fin des années 1930, Technocracy Inc. devient quasiment une organisation para-militaire, avec uniformes, salut militaire, voitures banalisées uniformément colorées en gris, défilant en parade dans les rues des villes américaines pour annoncer une conférence, organisée avec une précision millimétrée. Dès les fondements de l'organisation en 1933, Technocracy Inc. se définit d'ailleurs elle-même comme The Technological Army of the New America ("L'armée technologique de la Nouvelle Amérique"). Les effectifs atteignent à la fin des années 1930 dix à vingt mille adhérents et une centaine de sections.
Mais quels sont les buts de l'organisation ? Selon le CCT, Howard Scott tentait d'organiser "une dictature des techniciens", et son organisation visait à éduquer et entraîner des effectifs, recrutés dans des secteurs clé de l'économie, attendant l'effondrement du système pour prendre le pouvoir. Pour Elsner, il est clair que les perspectives de Scott, au moins durant les années 1930, étaient de prendre la main sur le système prix lors de son effondrement catastrophique annoncé. Les propres assertions de Scott et de l'organisation à ce sujet sont ambigües. Dans un des premiers numéros du bulletin de Technocracy Inc., Scott s'exprime en ces termes : « Technocracy Inc. peut avoir une action politique, mais pas en tant que parti politique destiné à gérer le système prix, mais seulement comme un moyen organisé d'abolir le système prix ».
Scott semble avoir voulu constituer avec Technocracy Inc. un embryon de Technat organisé en séquences fonctionnelles (voir paragraphe "Organisation de la société"), en organisant certaines sections en séquences, et essayant de réaliser un "état dans l'état". Certaines sections reçoivent des formations en "police et communications", et les sections de l'Ouest américain constituent un Technet constitué d'opérateurs radio prêts à organiser des services de secours dans le cas d'un effondrement des communications et services civils. La section de Kansas City se spécialise en ingénierie chimique, et celle de Phoenix et Vancouver en ingénierie mécanique.

### Attitude face à la guerre et appel à la "Conscription Totale" (1939-1942)

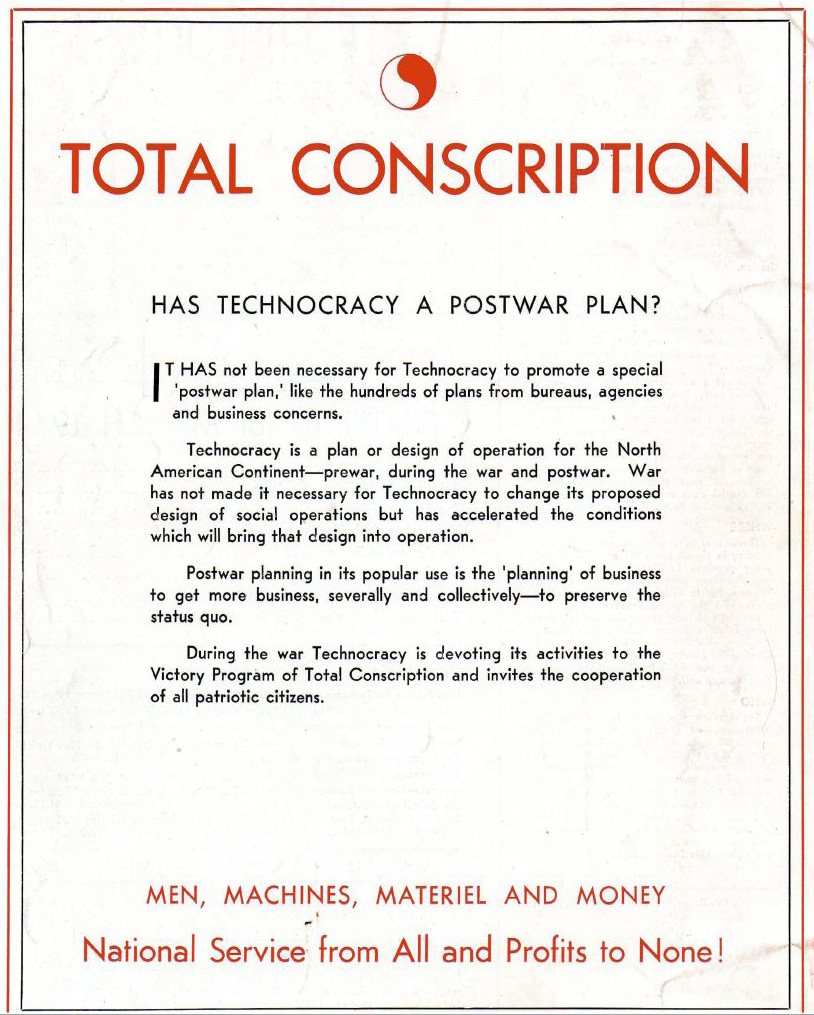
Encart publicitaire de Technocracy Inc. appelant à la "conscription totale" (1944).

Dans un premier temps, Scott et Technocracy Inc. adoptent une posture isolationniste, et s'opposent à l'entrée en guerre des États-Unis, un peu à l'image de l'ensemble de l'opinion américaine au tournant des années 1940. Scott critique le fascisme comme une tentative désespérée de sauvegarder le système prix, et juge le communisme incapable de résoudre les problèmes de pauvreté et d'inégalités. Les inquiétudes concernant les développements de la guerre sont vues comme des moyens de détourner l'attention du public des problèmes sociaux, et de faire tourner le complexe militaro-industriel pour constituer des profits et faire prospérer le système prix. De plus, l'Amérique du Nord est considérée par la Technocratie comme un système autonome et autosuffisant, et la guerre dans le reste du monde n'est pas censée pénaliser l'avènement d'un Technat. En 1940, Technocracy Inc. est interdit au Canada, car s'opposant à la conscription canadienne pour le Deuxième Guerre mondiale.
Toutefois, à partir de juillet 1940, l'opinion de Scott commence à changer radicalement. Il perçoit maintenant le fascisme comme un impérialisme armé dont les États-Unis peuvent devenir une cible naturelle. Scott déclare alors vouloir former une défense hémisphérique, consolidant tout le continent nord-américain en une seule entité sociale et culturelle, fondée sur la Technocratie. Les cultures locales, françaises au Québec et hispanisantes dans le sud du continent doivent être "annihilées", et les asiatiques doivent être exclus du continent, et sont désormais interdits d'adhésion à Technocracy Inc..
Scott appelle à une mobilisation générale et une "conscription totale", impliquant un service obligatoire de trois ans, pour tous les hommes et les femmes de dix-huit à vingt-et-un ans, pour former une force d'un million d'"ingénieurs-techniciens". Les services civils de transport, santé, de finance et de commerce sont appelés aussi à cette conscription totale et nationalisés. Visiblement, Scott essaye en instaurant ce plan de défense, de provoquer le changement social Technocratique.

## Théorie et idéologie technocratique

### Matérialisme et scientisme
Un des points majeurs de l'idéologie du mouvement technocratique est une approche entièrement matérialiste de la gestion de la société. Tout problème économique ou social est observé, quantifié et traité sous forme de grandeur physique.
Les faits culturels ou sociologiques sont ignorés, ou traités selon un mode comportementaliste. L'être humain est considéré comme un mécanisme comme un autre : l'observation du contexte et des stimuli permet d'établir des relations de cause à effet dans le comportement humain, individuel ou social. L'« animal humain » est censé répondre naturellement aux mêmes règles du conditionnement classique que les animaux, avec cependant des conditionnements d'un ordre supérieur, et pouvant être conditionnés par un nombre inférieur de stimuli,. Avec cette approche, il est possible de traiter les problèmes sociaux et la construction sociale avec les mêmes méthodes scientifiques que les problèmes économiques ou industriels et, selon cette idéologie, avec une efficacité maximale. Pour le mouvement technocratique, « il n'existe qu'une seule science », sans frontières entre les sciences naturelles et les sciences sociales,.
Plus globalement, pour le mouvement technocratique, la société doit être opérée comme une machine, seulement en fonction de sa conception, et non à partir de critères politiques ou moraux, pour atteindre un rendement et une efficacité maximaux en termes énergétiques. Leur idée est d'une part de constituer une « économie de l'abondance », où les biens sont abondants et donc aisément redistribuables, mais aussi d'ôter toute forme de politique ou d'idéologie subjective dans le fonctionnement de la société, qui sont considérés comme des interférences avec la bonne marche d'une société optimale. Le principal critère de bon fonctionnement de la société technocratique se veut quantifiable et objectif : produire un maximum de biens et services avec un minimum d'énergie.

### Abandon du «système prix»

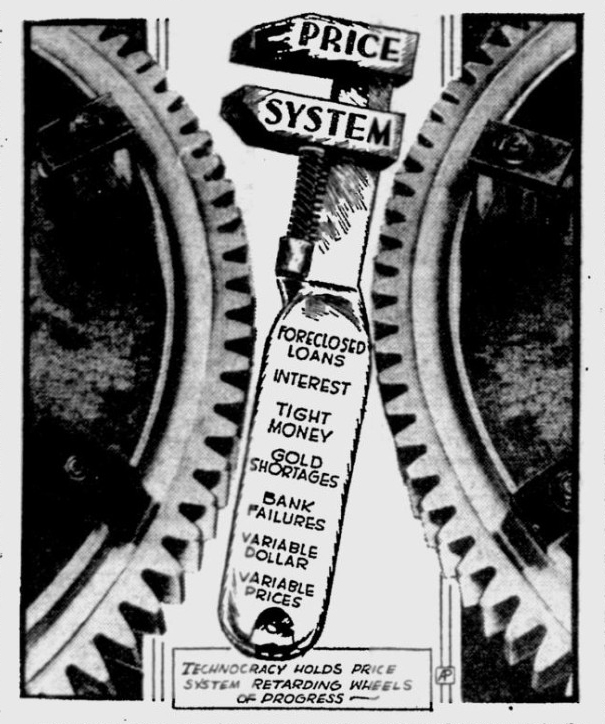
Propagande du Mouvement technocratique sur le « système prix ».

Une des clés de voûte de la théorie du mouvement technocratique est l'analyse et le rejet du « système prix » (price system). Cette théorie part du constat que tout système d'échange est fondé sur la notion de propriété : un échange de biens, que cela soit par troc ou par paiement sous forme monétaire, est en fait un échange de droits de propriété. La valeur d'un bien est ce que l'on est prêt à recevoir en échange de la perte de son droit de propriété, et possède aux yeux de cette théorie deux défauts : d'une part elle est subjective et d'autre part, elle est liée à l'abondance ou rareté du bien, et est donc sans rapport avec la valeur sociale objective du bien.
La monnaie est ensuite analysée comme matérialisant une dette de la communauté et de la société envers le porteur de la monnaie. Comme la monnaie représente une valeur subjective, et est accumulable, elle est donc perçue comme un moyen de cumuler et de s'approprier, selon des bases entièrement subjectives et sans rapport avec sa valeur sociale, une portion pouvant être importante de la dette de la société entière.
Le "système prix" est alors défini comme tout système qui échange les biens et services selon un système de valeurs subjectif matérialisant un "gage de dette" (debt token) de la société.
Le système prix est considéré comme totalement incompatible avec une société qui cherche à maximiser le rendement social de l'appareil productif. La monnaie peut être « créée à partir de rien, et payer pour rien », et est sans rapport avec aucune entité physique, alors que la monnaie sert justement, dans un système prix, à contrôler et à s'approprier les richesses matérielles nécessaires au fonctionnement et au bien de la société.

### Distribution et comptabilité des richesses par «certificat d'énergie»

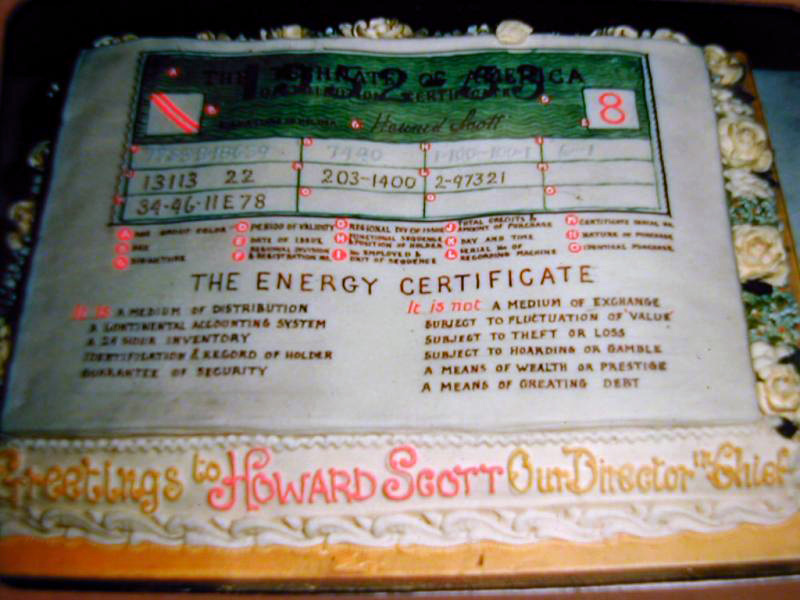
Certificat d'énergie représenté sur un gâteau d'anniversaire de Howard Scott.

L'abandon du « système prix » implique l'abandon de toute forme de monnaie, dans le sens habituel du terme. Le système qui doit le remplacer veut remplir deux fonctions principales :
- Distribuer les richesses produites, de manière égale pour chacun, sans possibilité d'accumuler des richesses.
- Évaluer et comptabiliser les besoins de la population, de manière à ajuster et contrôler la production, sans pénurie ni surproduction.

La redistribution des richesses se veut donc égalitaire. La production étant abondante, la théorie suppose que la part revenant à chaque citoyen sera plus que suffisante pour non seulement subvenir aux besoins de base, mais aussi aux besoins de loisirs qui sont théoriquement abondants dans cette société. Attribuer des parts supérieures à certains ne serait donc pas nécessairement motivant. De plus, répartir équitablement les richesses permet une comptabilité plus simple et plus significative des besoins de chacun.
Une autre raison de la redistribution équitable est la gestion comportementaliste de la population. Une population uniforme en termes de ressources permet d'établir un contexte social uniforme et constant, sans classes, et donc d'améliorer les prédictions scientifiques de comportement de la population face à des stimuli.
Le système imaginé est donc le suivant : la production des richesses du Technat est évaluée, d'une manière qui se veut la plus rigoureuse et scientifique possible, en unités d'énergie, sur une période de deux ans, qui correspond, selon cette théorie, à un cycle naturel pour beaucoup de richesses produites. De cette évaluation sont soustraits les coûts de fonctionnement de la société et des services publics obligatoires (santé, enseignement, etc.). Cette "somme" restante est ensuite simplement divisée par le nombre de citoyens adultes.
Pour chaque adulte, un "certificat d'énergie" (Energy certificate) du montant de cette valeur est émis. Il est nominatif et donc non-cumulable, non-transférable, et valable uniquement pour une période de deux ans, après quoi il devient invalide. Les biens et services, estimés également en unité d'énergie, peuvent être "achetés" avec ce certificat, qui est mis à jour à chaque achat.
Ce système est censé réaliser un inventaire continu et en temps réel des biens produits, permettant de se rendre compte des besoins et désirs de la population, des variations saisonnières, etc. Les certificats étant non cessibles, cela rend théoriquement impossible le vol, la corruption et l'accumulation et l'appropriation des richesses.
Ce système est une version assez proche de la théorie du crédit social de Clifford Hugh Douglas.

### Organisation de la société

#### Nationalisation, centralisation et organisation de l'industrie

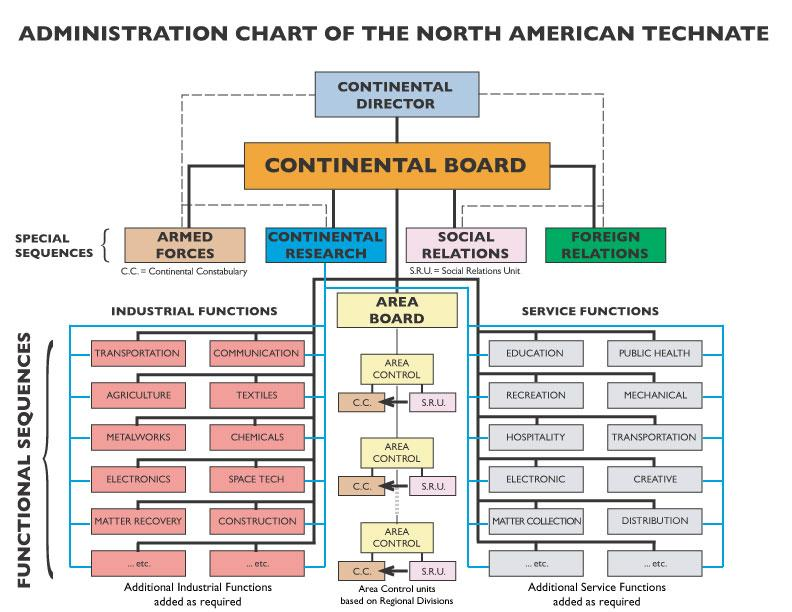
Organisation de la société en séquences fonctionnelles.

Afin d'aboutir à l'un des objectifs majeurs de la société telle que le propose le mouvement technocratique : une "économie de l'abondance", il est nécessaire que l'industrie fonctionne 24 heures sur 24, 7 jours sur 7, et que les différents rouages de l'industrie fonctionnent en cohérence avec une production constante et maximale, proche du maximum théorique, sans oscillation ni à-coup.
Pour aboutir à cet objectif, il est nécessaire, selon cette théorie, de nationaliser l'ensemble de l'industrie, et transformer un ensemble de petites unités industrielles indépendantes en un ensemble de grosses unités industrielles interdépendante. Dans un « Technat » (État technocratique), l'ensemble de l'appareil productif est structuré en « séquences fonctionnelles ». Ces séquences incluent aussi bien les fonctions industrielles (agriculture, textile, construction..) que les fonctions de service (éducation, santé publique, transports, divertissement, etc.).
Cinq « séquences spéciales » sont directement dépendantes du « Conseil Continental » (Continental Board), instance dirigeante de l'ensemble du Technat, constitué des directeurs de toutes les séquences. Les séquences spéciales sont : « Recherche », en transverse des autres séquences, « Relations sociales » qui inclut la fonction de justice, « Forces armées/police » et « Affaires étrangères ».
La dernière séquence Area Board (« Conseil de Zone ») est chargée de coordonner les séquences entre elles et d'assurer physiquement le bon fonctionnement du système, par des délégations locales de la séquence « Relations sociales » et « Forces armées ». Cette séquence est elle-même divisée en séquences régionales, pour être au plus proche du terrain.

#### Hiérarchie et système de gouvernement
La théorie du mouvement technocratique insiste sur la nécessité que la hiérarchie soit fondée sur un ordre naturel en accord avec « la nature biologique de l'animal humain ». Selon cette théorie, il existe un ordre naturel dans toute société animale, où des dirigeants/dominants se distinguent naturellement : une société qui respecte cet ordre naturel sera stable, et une société qui ne la respecte pas sera instable. Si la société technocratique est égalitaire en termes de distribution des richesses, elle ne l'est pas en ce qui concerne les dispositions naturelles des individus.
Les dirigeants de chaque séquence fonctionnelle sont donc cooptés par leurs pairs, à l'image de ce qui se passe par exemple au sein des entreprises dans les sociétés traditionnelles. Les critères de sélection sont les capacités naturelles à diriger et à prendre des responsabilités, et la capacité technique de faire fonctionner la séquence avec un rendement énergétique maximal. Selon cette théorie, il n'y a ni politique ni idéologie qui préside à la désignation des dirigeants ; seuls des critères objectifs et rationnels sont utilisés.
L'ensemble des directeurs de toutes les séquences forme le Continental Board, sorte de conseil d'administration du Technat. Le conseil élit un des siens comme Continental Director, qui est à la tête du Technat. Le mandat du Continental Director est un mandat à vie, mais il peut être destitué sur majorité des 2/3 du Continental Board.
C'est le Continental Board qui décide et désigne le directeur de chaque séquence, parmi des candidats proposés par les dirigeants de la séquence.
Il n'y a donc, volontairement, pas de système démocratique pour aucun échelon de responsabilité.

#### Calendrier et rythmes de travail

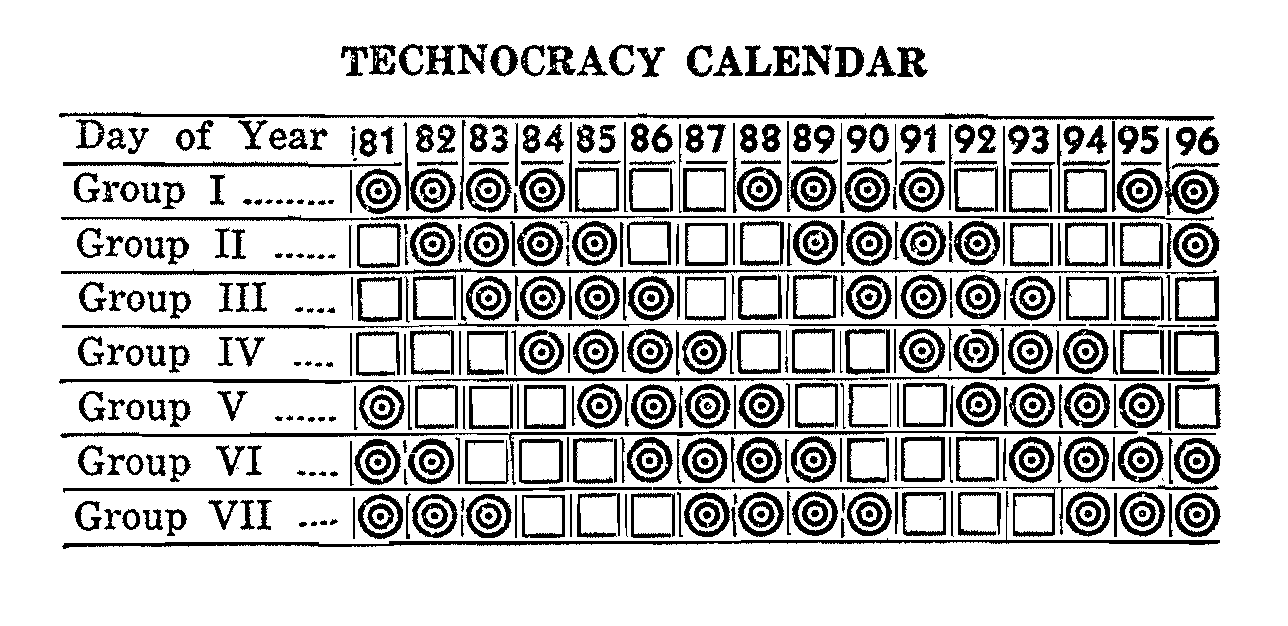
Calendrier de travail dans un Technat

Le mouvement technocratique envisage de réformer le calendrier de travail, pour atteindre l'objectif d'une production sans discontinuité, maximisant le rendement et la rentabilité des installations, et optimiser l'usage des transports et des installations de divertissement en évitant "l'effet week-end".
Le rendement énergétique de l'industrie étant calculé pour être maximal, et faisant beaucoup appel aux machines, chaque citoyen n'est pas tenu de travailler beaucoup. Selon les calculs théoriques effectués, il serait suffisant que chaque citoyen travaille par cycle de quatre jours consécutifs, quatre heures par jour, suivi de trois jours de repos. Un "tuilage" des jours et des horaires de travail de sept groupes assure un fonctionnement 24/7 de l'industrie et des services. Cette succession est interrompue par une période de vacances, allouée à chaque citoyen, de 78 jours consécutifs, congés "tuilés" également pour que la charge de travail soit constante tout au long de l'année.